# فريتس فيسنر
فريتس فيسنر أو فغيتس فيسنر (بالألمانية :Fritz Wiessner) هو متسلِّقُ جبال ألماني-أمريكي وُلِدَ في 1900 في درسدن وتوفي سنة 1988 في ستو في ولاية فرمونت الأمريكية.

بدأ تسلق الجبال في سن مبكر.و تسَلَّقَ جبال الإلب الحجرية الرملية و جبال الألب وهو ابن العشرين عاماً. ثمَّ إنتقل إلى الولايات المتحدة الأمريكية عندَ بلوغِهِ 29 عاماً للدراسة والعمل و تأسيس شركة في مجال الكيمياء. استمر فريتس في تسلق الجبال والصخور حتى سِنٍّ متقدمةٍ جداً.